# Robert Jack (Physiker)
Robert Jack (* 4. November 1877 in Quarter bei Hamilton, South Lanarkshire; † 1. Mai 1957 in Dunedin, Otago) war ein schottischer Physiker und Radiopionier. 1921 schuf er auf der Südinsel Neuseelands, den ersten Radiosender Ozeaniens.

## Leben
Er studierte Mathematik sowie Naturphilosophie in Hamilton und Glasgow. Seine Ausbildung setzte Robert Jack postgradual in Paris und Göttingen fort. Unter anderem beschäftigte er sich mit dem Zeeman-Effekt, dem Einfluss eines Magnetfeldes auf Spektrallinien und promovierte an der Glasgower Universität zum Doctor of Science (DSc). Nach vierjährigem Lektorat für Physik an der Belfaster Alma Mater wechselte Robert Jack 1914 als Professor für Physik an die Universität in Dunedin, Neuseeland.

## Radio Dunedin
Von einem Besuch in Großbritannien brachte Robert Jack einen Hochspannungsgenerator, Elektronenröhren und weitere Bauteile mit. Dies ermöglichte ihm eine funktionstüchtige Apparatur zum Aussenden von Musik und Sprache aufzubauen. Am 21. Mai 1921 fand die erste erfolgreiche Tonübertragung statt und wenige Monate später war die Technik so weit verbessert worden, dass ab 17. November regelmäßig zweimal wöchentlich Sendungen ausgestrahlt werden konnten. Die Reichweite war so groß, dass ein Empfang auf einem Schiff vor der australischen Südostküste möglich war.
Um den Sender zu entwickeln wurde Robert Jack von einem Team aus dem Techniker Jack Sutherland und einigen weiteren Mitarbeitern der physikalischen Fakultät unterstützt.